# リングアベル
「リングアベル」は、NHKのみんなのうたで、2016年12月に放送された曲。2017年2月15日に発売された「Catch the Moment」にカップリング曲として収録されている。2016年12月2日にshort ver.が先行配信された。

## 概要
作詞：LiSA、作曲・編曲：野間康介、ストリングスアレンジ：岡村美央。LiSA初となる『みんなのうた』出演作。
「リングアベル」の題名の由来について、LiSAは様々に説明している。小さい子どもでも覚えられるようにと自ら考えた造語である、また親しい人から聞いた言葉で後々調べたら幸せの鐘を鳴らす意味だと知ったとも。
NHKから発売された番組テキストでは「大好きな人がそばにいなくなっちゃうのは悲しいけれど、それ以上に大切な誰かの幸せを願う、精一杯の優しさと勇気が詰まった曲」と語っている。
番組で大桃洋祐が担当した映像は、「リングアベル」という言葉を教えてくれたお姉さんと少年の物語を描いており、その映像はシングル「Catch the Moment」の初回限定盤に付属されたDVDで見ることができる。
初回放送から2か月後の2017年2月 - 3月の「お楽しみ枠」で再放送され、3年2か月後の2020年2月 - 3月にも「お楽しみ枠」で再放送され、3年後の2023年10月 - 11月にも定時枠で再放送された。